# Jeffrey Silver
Jeffrey Silver (* vor 1980) ist ein US-amerikanischer Filmproduzent.
Jeffrey Silver wuchs in Miami auf und machte einen Abschluss in Theaterwissenschaft an der Brandeis University in Massachusetts.
Ab Ende der 1970er Jahre wurde er als Produktions-Assistent und Location-Manager tätig. Seit Anfang der 1980er Jahre betätigt er sich als Filmproduzent: sowohl für große Produktionen wie auch für Independent-Filme.
2005 gründete er seine eigene Independent-Filmproduktion biscayne pictures in seinem Wohnort Los Angeles.

## Filmografie (Auswahl)
Als Filmproduzent
- 1988–1989: Wunderbare Jahre (The Wonder Years, Fernsehserie, 19 Folgen)
- 1991: Fast Food Family (Don’t Tell Mom the Babysitter’s Dead)
- 1992: Crossing the Bridge
- 1993: Indian Summer – Eine wilde Woche unter Freunden (Indian Summer)
- 1994: Wagons East! (Wagons East)
- 1994: Santa Clause – Eine schöne Bescherung (The Santa Clause)
- 1995: Born to Be Wild
- 1997: In Sachen Liebe (Addicted To Love)
- 1998: Dennis – Widerstand zwecklos (Dennis the Menace Strikes Again)
- 1999: Ein Date zu dritt (Three to Tango)
- 2000: Ready to Rumble
- 2000: Tödliche Gerüchte (Gossip)
- 2001: Training Day
- 2002: Santa Clause 2 – Eine noch schönere Bescherung (The Santa Clause 2)
- 2003: National Security
- 2004: If Only
- 2004: Mindhunters
- 2005: Das Ende – Assault on Precinct 13 (Assault on Precinct 13)
- 2005: Reine Familiensache (The Thing About My Folks)
- 2006: 300
- 2006: The Return
- 2006: Santa Clause 3 – Eine frostige Bescherung (The Santa Clause 3: The Escape Clause)
- 2008: Traitor
- 2009: Terminator: Die Erlösung (Terminator Salvation)
- 2010: Tron: Legacy
- 2014: Edge of Tomorrow
- 2019: Der König der Löwen (The Lion King)